# Estación Capitán Joaquín Madariaga
Capitán Joaquín Madariaga es una estación de ferrocarril ubicada en la localidad de Capitán Joaquín Madariaga del Departamento Curuzú Cuatiá en la Provincia de Corrientes, República Argentina. 

## Servicios
Se encuentra precedida por la Estación Cazadores Correntinos y le sigue el Apeadero Minuanes.